# Chlamydomonas spreta
Chlamydomonas spreta là một loài tảo trong họ Chlamydomonadaceae, thuộc chi Chlamydomonas.